# Natureza-morta com Absinto
"Natureza Morta com Absinto" (ho:"Glas absint en een karaf"; en: "Glass of Absinthe and a Carafe") é um óleo sobre tela, pintado por Vincent van Gogh em 1887, quando este morou em Paris.
A tela retrata uma cena comum da Belle Époque em um café parisiense: uma taça com absinto, bebida mítica  no final do século XIX, e uma garrafa d'água que muitas vezes acompanhava a bebida.
Neste quadro a cor esverdeada da bebida é ressaltada pelo fundo escuro da madeira na parede de fachada do café. Nesta natureza morta, van Gogh adiciona um pouco do exterior do café, onde se nota algumas pessoas caminhando na rua. Este acréscimo de um fundo cotidiano faz com que o observador da tela se sinta como sentado à mesa na posição do pintor.